# موش‌های کرانه
موش‌های کرانه (نام علمی: Aegialomys) نام یک سرده از تیره همسترهای دم‌کوتاه است.